# Saint-Georges-du-Rosay
Saint-Georges-du-Rosay ist eine französische Gemeinde mit 143 Einwohnern (Stand: 1. Januar 2022) im Département Sarthe in der Region Pays de la Loire. Die Gemeinde liegt im Arrondissement Mamers und im Kanton Bonnétable. 

## Geografie
Saint-Georges-du-Rosay liegt etwa 36 Kilometer nordöstlich von Le Mans und etwa 45 Kilometer südöstlich von Alençon am Flüsschen Chéronne, im Osten verläuft der Bach Rosay. Umgeben wird Saint-Georges-du-Rosay von den Nachbargemeinden Nogent-le-Bernard im Norden, Dehault im Osten und Nordosten, Saint-Aubin-des-Coudrais im Osten und Südosten, La Bosse im Süden, Saint-Denis-des-Coudrais im Süden und Südwesten sowie Bonnétable im Westen.

## Einwohnerentwicklung
| 1962                      | 1968 | 1975 | 1982 | 1990 | 1999 | 2006 | 2013 |
| ------------------------- | ---- | ---- | ---- | ---- | ---- | ---- | ---- |
| 493                       | 467  | 380  | 363  | 372  | 386  | 400  | 431  |
| Quelle: Cassini und INSEE |      |      |      |      |      |      |      |

## Sehenswürdigkeiten
- Kirche Saint-Georges aus dem 12. Jahrhundert, Umbauten aus dem 16. Jahrhundert

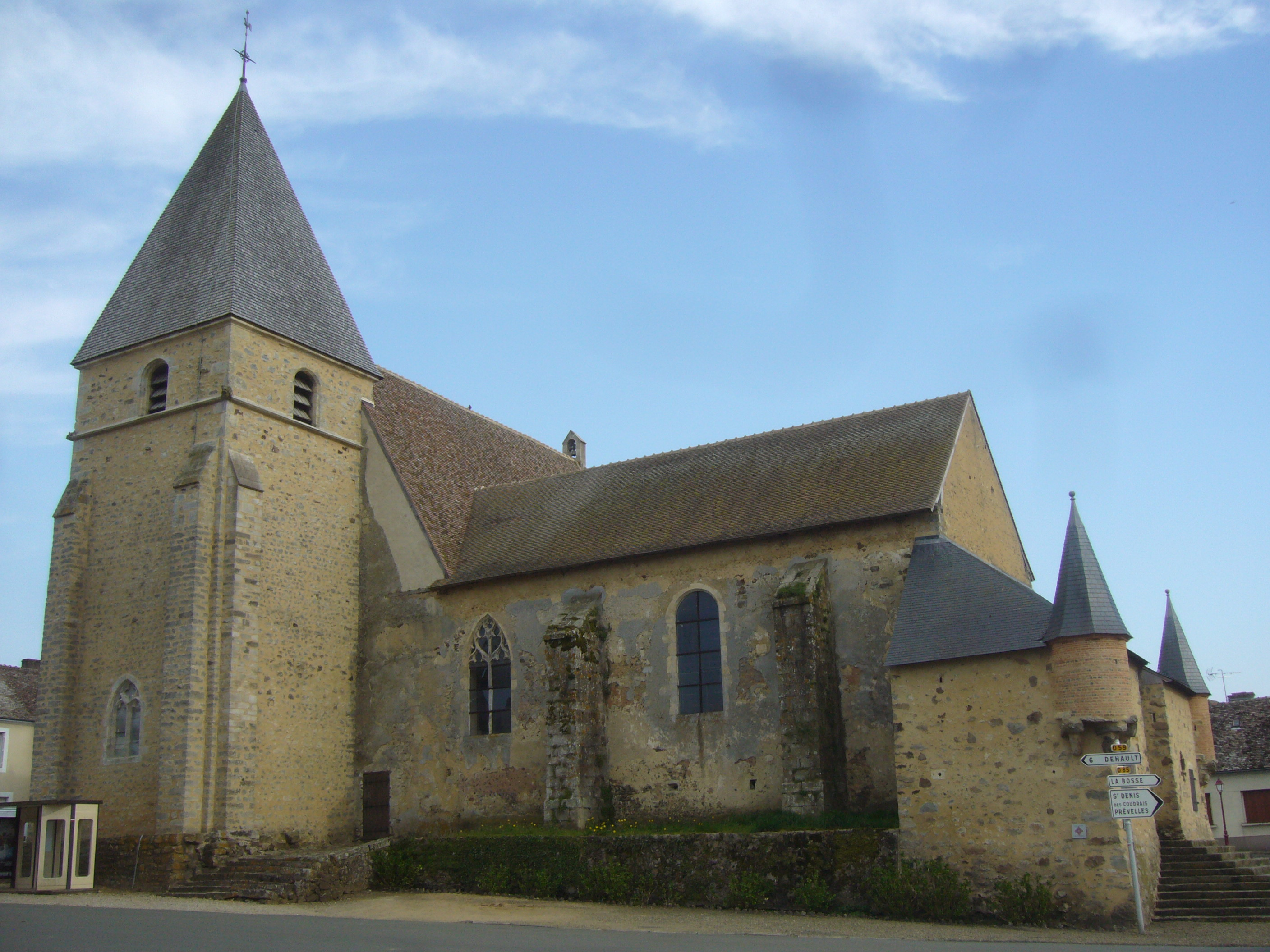
Kirche Saint-Georges